# Spieker-Punkt

Der Spieker-Punkt S des Dreiecks ABC

Als Spieker-Punkt oder Spieker-Zentrum eines Dreiecks bezeichnet man den Inkreismittelpunkt des zugehörigen Mittendreiecks. Man findet den Spieker-Punkt also dadurch, dass man die Mittelpunkte der Seiten des gegebenen Dreiecks miteinander verbindet und die Winkelhalbierenden dieses Mittendreiecks zum Schnitt bringt. Der Spieker-Punkt ist benannt nach dem Gymnasiallehrer Theodor Spieker (1823–1913).

## Eigenschaften
- Der Spieker-Punkt eines Dreiecks stimmt mit dem Kanten-Schwerpunkt des zugehörigen Dreiecksumfangs überein, d. h. also beispielsweise dem Schwerpunkt eines Drahtmodells des Dreiecks.[2]
- Der Spieker-Punkt liegt mit dem Inkreismittelpunkt, dem Schwerpunkt und dem Nagel-Punkt auf einer Geraden.[2] Er halbiert die Verbindungsstrecke zwischen dem Inkreismittelpunkt und dem Nagel-Punkt.[3]
- Der Spieker-Punkt ist der Mittelpunkt von Höhenschnittpunkt und Bevan-Punkt.[3]
- Der Spieker-Punkt ist Mittelpunkt eines Kreises (engl. radical circle), der die drei Ankreise rechtwinklig schneidet.[2]
- Der Spieker-Punkt liegt auf der Kiepert-Hyperbel.[2]

## Koordinaten
Die trilinearen Koordinaten des Spieker-Punkts ({\displaystyle X_{10}}) sind (gleichwertig)
{\displaystyle bc(b+c):ca(c+a):ab(a+b)} oder
{\displaystyle {\frac {\cos \beta +\cos \gamma }{1-\cos \alpha }}:{\frac {\cos \gamma +\cos \alpha }{1-\cos \beta }}:{\frac {\cos \alpha +\cos \beta }{1-\cos \gamma }}}.
Die baryzentrischen Koordinaten sind
{\displaystyle (b+c):(c+a):(a+b)}.
Dabei sind {\displaystyle a,b,c} die Seitenlängen des Dreiecks und {\displaystyle \alpha ,\beta ,\gamma } die Größen der Innenwinkel.